# Butyrylierung
Die Butyrylierung ist eine posttranslationale Modifikation von Proteinen.

## Eigenschaften
Butyrylierungen kommen in Eukaryoten vor. Neben der Acetylierung, der Propionylierung, der Crotonylierung, der Myristylierung und der Palmitoylierung ist sie eine Form der Acylierung von Proteinen. Die Butyrylierung erfolgt an der ε-Aminogruppe von Lysinen. Butyrylierte Proteine in Eukaryoten sind beispielsweise Histone. Vermutlich wird die Butyrylierung wie auch die Propionylierung in Eukaryoten durch die Enzyme p300 und CREB-Binding-Protein, aber unter Verwendung von Butyryl-CoA katalysiert.